# Södermanlands runinskrifter 12
Södermanlands runinskrifter 12 är ett nu försvunnet vikingatida runstensfragment som funnits i Gryts kyrka, Gryts socken och Gnesta kommun. Fragmentet utgör övre delen av en runsten. Stenen ska ha funnits utanför vapenhusdörren, men har varit försvunnen åtminstone sedan 1800-talets slut.

## Inskriften
Translitterering av runraden:
[... ...lfa : faþur · sin : auk ...]
Normalisering till runsvenska:
... [Þia]lfa(?), faður sinn ok ...
Översättning till nusvenska:
... [efter] Tjälve(?), sin fader, och ...